# Катеринівка (Васильківська селищна громада)
Катери́нівка — село в Україні, у Васильківській селищній громаді Синельниківського району Дніпропетровської області. Населення становить 430 осіб.

## Географія
Село Катеринівка розташоване між річками Вовча і Середня Терса на заході Синельниківського району. На півдні межує з селом Нововасильківка, на сході з селом Колоно-Миколаївка, на півночі з селом Нововоскресенівка та на заході з селом Бабакове. У селі бере початок Балка Терновата. Через село пролягає автошлях регіонального значення Р85. За 9 км від села знаходиться найближча залізнична станція Письменна.

## Історія
12 червня 2020 року, відповідно до розпорядження Кабінету Міністрів України № 709-р від «Про визначення адміністративних центрів та затвердження територій територіальних громад Дніпропетровської області», увійшло до складу Васильківської селищної громади.
19 липня 2020 року, в результаті адміністративно-територіальної реформи і ліквідації Васильківського району, село увійшло до складу новоутвореного Синельниківського району.

## Населення

### Мова
Розподіл населення за рідною мовою за даними перепису 2001 року:
| Мова       | Кількість | Відсоток |
| ---------- | --------- | -------- |
| українська | 417       | 96.98%   |
| російська  | 13        | 3.02%    |
| Усього     | 430       | 100%     |